# Bye Bye Bicycle
Bye Bye Bicycle är en svensk popgrupp. Gruppen bildades tidigt 2000-tal i trakterna kring Bovallstrand i Bohuslän men medlemmarna bor numera i Göteborg.

## Diskografi

### Studioalbum
- 2009 – Compass
- 2012 – Nature

### Singlar
- 2009 – "Navigation"
- 2009 – Haby Bay
- 2010 – Northpole
- 2012 – Believe me/Leave me
- 2012 – Empty Summer
- 2013 – Mountains & Hills
- 2020 – Mirrors